# Ai no uzu
Ai no uzu è un film del 2014 diretto da Daisuke Miura e basato su un'opera teatrale scritta dallo stesso Miura.

## Distribuzione
Il film è stato pubblicato in Giappone il 1º marzo 2014.

## Riconoscimenti
- 2014 - Premio professionale cinematografico giapponese
  - Miglior attore a Sosuke Ikematsu
- 2015 - Premio dell'Accademia Giapponese
  - Miglior esordiente a Sosuke Ikematsu (anche per For Kami no tsuki e Bokutachi no kazoku)
- 2015 - Premio Cinematografico Junpo
  - Miglior attore non protagonista a Sosuke Ikematsu
  - Miglior attrice esordiente a Mugi Kadowaki